# Declan Donnellan
Pour les articles homonymes, voir Donnellan.
Declan Donnellan est un metteur en scène de théâtre, réalisateur et auteur né en Angleterre de parents irlandais le 4 août 1953.
Il forme avec Nick Ormerod la compagnie Cheek by Jowl (Joue contre joue) en 1981. Dans ce cadre, il met en scène des spectacles en anglais, français et russe qui sont représentés sur les scènes du monde entier.
En dehors de Cheek by Jowl, il a également été metteur en scène pour le Royal National Theatre de Londres, le Bolchoï, la Royal Shakespeare Company, le Festival d'Avignon et le Festival de Salzbourg. 
Il est l’auteur d’une pièce, Lady Betty, et d'un livre sur le jeu d'acteur, L’Acteur et la Cible, d’abord publié en Russe en 2000, et ensuite édité en 15 langues.
Il a mis en scène au Royaume Uni la première en langue anglaise de grands classiques européens de Racine, Corneille, Lessing et Ostrovski plusieurs siècles après qu’ils ont été écrits.

## Distinctions
Declan Donnellan est fait Chevalier de l'ordre des Arts et des Lettres en France en 2004.
Il a reçu de nombreuses distinctions à Londres, Moscou, Paris et New York.
- Laurence Olivier Awards
  - Metteur en scène de l’année (1987) pour The Cid, Twelfth Night et Macbeth,
  - Prix pour une carrière exceptionnelle en 1990[3]
  - Meilleur metteur en scène de comédie musicale (1994)
  - Meilleur metteur en scène (1995) pour As You Like It.

En 2009 il reçoit le prix Carlemany de la Principauté d’Andorre aux côtés de Craig Venter et de l’archevêque Desmond Tutu.
En 2016, il reçoit le Lion d’Or de la Biennale de Venise pour l'ensemble de sa carrière.
À l'occasion de l'anniversaire de la reine Élisabeth II en 2017, il est nommé officier de l'ordre de l'Empire britannique pour sa contribution au Théâtre.

## Mises en scène

### Avec la compagnie Cheek by Jowl
Scénographie de Nick Ormerod.
- 1981 : The Country Wife de William Wycherley, Festival d'Édimbourg
- 1982 : Othello de William Shakespeare
- 1983 : Vanity Fair de William Makepeace Thackeray, Almagro, Valladolid, Jérusalem
- 1984 : Pericles, prince de Tyr de William Shakespeare, Donmar Warehouse
- 1985 : Andromaque de Racine
- 1985 : Le Songe d’une nuit d’été de William Shakespeare
- 1985 : L’Homme à la mode de George Etherege
- 1986 : La Nuit des rois de William Shakespeare
- 1986 : Le Cid de Corneille
- 1987 : Macbeth de William Shakespeare
- 1988 : Tableau de famille d’Alexandre Ostrovsky
- 1988 : Philoctète de Sophocle
- 1988 : La Tempête de William Shakespeare
- 1989 : Le Médecin de son bonheur de Pedro Calderón de la Barca
- 1989 : Lady Betty de Declan Donnellan
- 1990 : Sara de Gotthold Ephraim Lessing
- 1990 : Hamlet de William Shakespeare
- 1991 : Comme il vous plaira de William Shakespeare
- 1993 : The Blind Men de Michel de Ghelderode
- 1993 : On ne badine pas avec l’amour d'Alfred de Musset
- 1994 : Mesure pour Mesure de William Shakespeare, Théâtre d'art de Moscou
- 1994 : Comme il vous plaira de William Shakespeare, Théâtre d'art de Moscou
- 1995 : La Duchesse d’Amalfi de John Webster
- 1997 : Out Cry de Tennessee Williams
- 1998 : Beaucoup de bruit pour rien de William Shakespeare
- 2002 : Homebody/Kabul de Tony Kushner, New York Theatre Workshop, Youg Vic à Londres, Barcelone
- 2004 : Othello de William Shakespeare, Théâtre du Nord, Odéon-Théâtre de l'Europe Ateliers Berthier
- 2004 : La Nuit des rois de William Shakespeare – création aux Gémeaux
- 2005 : Les Trois Sœurs d’Anton Tchekhov – création aux Gémeaux
- 2006 : The Changeling de Thomas Middleton et William Rowley – création aux Gémeaux, Théâtre de la Manufacture
- 2007 : Cymbeline de William Shakespeare – accueilli aux Gémeaux
- 2008 : Troïlus and Cressida de William Shakespeare – création aux Gémeaux, Comédie de Reims, Théâtre des Célestins
- 2007 : Andromaque de Racine, Théâtre du Nord, TNBA, Comédie de Reims, Théâtre des Bouffes du Nord, La Criée, MC2, Les Gémeaux, Théâtre national de Strasbourg
- 2009 : Macbeth de William Shakespeare, Théâtre royal de Namur, Les Gémeaux, Théâtre des Célestins, Théâtre du Nord
- 2010 : la tempête de William Shakespeare, Chekhov international theatre festival de moscou, Les Gémeaux
- 2011 : Dommage qu'elle soit une putain de John Ford, Les Gémeaux, Barbican, Londres, Sydney festival
- 2013 : Ubu Roi d'Alfred Jarry
- 2013 : Measure for Measure de William Shakespeare,
- 2016 : The Winter's Tale de William Shakespeare,
- 2018 : Périclès, Prince de Tyr de William Shakespeare et George Wilkins

### Avec d’autres compagnies
- 1980 : Dommage qu'elle soit une putain, avec la New theatre company et Angelique Rockas et Nick Ormerod[7]
- 1985 : Un bal masqué de Giuseppe Verdi
- 1985 : Bent de Martin Sherman
- 1986 : Roméo et Juliette de William Shakespeare
- 1988 : Philoctète de Sophocle
- 1989 : Fuente Ovejuna de Lope de Vega
- 1990 : Peer Gynt d’Henrik Ibsen
- 1991 : Big Fish de Declan Donnellan
- 1992 : Angels in America : Part One – Millennium Approaches de Tony Kushner
- 1993 : Sweeney Todd de Stephen Sondheim
- 1993 : Angels in America : Part Two – Perestroika de Tony Kushner
- 1994 : Grandeur et décadence de la ville de Mahagonny de Kurt Weill et Bertolt Brecht
- 1997 : Martin Guerre comédie musicale d’Alain Boublil et Claude-Michel Schonberg
- 1997 : Le Conte d'hiver de William Shakespeare, Maly Drama Théâtre
- 1998 : Le Cid de Corneille, Festival d'Avignon, Les Gémeaux
- 1999 : The School for scandal de Richard Brinsley Sheridan
- 1999 : Antigone de Sophocle
- 1999 : Hay Fever de Noel Coward
- 2000 : Boris Godunov d’Alexandre Pouchkine – accueilli aux Gémeaux, Festival d'Avignon 2001
- 2001 : Falstaff de Giuseppe Verdi, direction musicale Claudio Abbado
- 2002 : King Lear de William Shakespeare, Royal Shakespeare Company Academy, Théâtre de la Manufacture
- 2003 : Roméo et Juliette de Sergei Prokofiev avec le ballet Bolchoï, chorégraphie Radu Poklitaru
- 2004 : Le Mandat de Nikolaï Erdman
- 2005 : Les Grandes Espérances d’après Charles Dickens

### Filmographie
- 2012 : Bel-Ami (coréalisé avec Nick Ormerod)

## Préface
- Françoise Darnal-Lesné (préf. Declan Donnellan), Anton Tchekhov : Oncle Vania, Paris, Bréal, coll. « Connaissance d'une œuvre » (no 96), juillet 2005 (1re éd. 2005), 125 p. (ISBN 2-7495-0450-3 et 2-7495-0450-3, lire en ligne)